# Gert-Jan Dröge
Gerhard Jan Henri (Gert-Jan) Dröge (Enschede, 23 april 1943 – Amsterdam, 5 juni 2007) was een Nederlandse televisiepresentator en -maker, acteur, journalist en schrijver, die vooral bekend is geworden door zijn societyprogramma Glamourland.

## Eerste jaren
Dröge werd als jongste zoon van een tandarts in een welgestelde familie geboren. Hij had een broer en twee zussen. Gert-Jan bracht zijn jeugd in Enschede door. Na de kostschool in Oldenzaal (Carmellyceum) werd hij opgeroepen voor militaire dienst. Daarna ging hij naar de toneelschool in Arnhem.

## Carrière
Dröge begon als regieassistent bij diverse musicalstukken (waaronder Anatevka) en opera's. Hij werkte begin jaren 70 in de Amsterdamse poptempel Paradiso als staflid programmering, begon enige tijd later, eveneens in de hoofdstad, nachtcafé Chez Nelly (met haar toestemming als boegbeeld benoemde, maar verder niet met de zaak betrokken, actrice Nelly Frijda) en was bedrijfsleider van de discotheken De Schakel en 36 op de Schaal van Richter, van waaruit van 1983-1988 Jan Lenferinks roemruchte, rechtstreekse televisiepraatprogramma RUR werd uitgezonden en waarvoor Dröge zelf vijf jaar lang als producent optrad.
Tezelfdertijd legde Dröge, zonder het zelf nog te weten, met zijn Haagse Post-societycolumn Milieu de basis voor wat hij in de jaren negentig op televisie zou gaan doen met Glamourland. Als vingeroefeningen voor dat programma mogen achteraf Dröges societyreportages voor het VPRO-televisieprogramma Gasthof zur Post Modernen worden gezien, waarin hij onder meer verslag deed van de opening van een nieuwe Amsterdamse nachtclub.

### Glamourland
Na het mislukken van de nieuwe televisiezender TV10 in 1989, waarvoor hij werd gevraagd als presentator, begon hij eind 1990 voor de AVRO met Glamourland, met als ondertitel "Society volgens Dröge", waarmee hij de meeste bekendheid zou verwerven. Het was een programma met reportages over feestjes, premières, jachtpartijen en vernissages waarin hij de kijker een blik gunde in de wereld van de vaderlandse nouveau riche. De ironie waarmee hij deze wereld steevast benaderde, werd zijn handelsmerk en de reden voor het succes dat dit televisieprogramma boekte. Zo is het bijvoorbeeld volledig aan Dröge toe te schrijven dat er tegenwoordig nog Nederlanders zijn uit wier onderbewuste bij het zien van interieurontwerper Jan des Bouvrie automatisch de woorden "Hallo. Daar zíjn we weer!" opborrelen. Met de zin "Gaat het weer een beetje, meneer Dröge?" sloot een verpleegster zijn programma traditiegetrouw af.

### Circus
Henk van der Meijden was, nadat Peter van Lindonck gestopt was, op zoek naar een nieuwe spreekstalmeester voor zijn Wereldkerstcircus, dat jaarlijks in de kerstperiode in het Koninklijk Theater Carré optrad. Dröge heeft deze rol twee jaar vervuld.

## Privéleven
Dröge was homoseksueel. Hij had geen vaste relatie. Een dochter van zijn zus Angeline is Xandra Jansen, de weduwe van popzanger Herman Brood. Zij ontmoette haar toekomstige echtgenoot in 1985 in Richter, waar ze voor haar oom achter de bar werkte.

## Overlijden
Dröge overleed in 2007 op 64-jarige leeftijd in het Amsterdamse Antoni van Leeuwenhoek Ziekenhuis aan een agressieve vorm van longkanker. Hij had zich drie weken daarvoor met ernstige vermoeidheidsklachten in een ziekenhuis laten opnemen. Na een rouwplechtigheid op de Amsterdamse begraafplaats Zorgvlied werd hij op Westgaarde gecremeerd. Zijn as werd op 5 december 2007 op Zorgvlied begraven.

## Filmografie
- Andy, bloed en blond haar (1979)
- Oh Boy! (1991) - Tv-journalist
- Brylcream Boulevard (1995) - Johan de Pauw
- De zeemeerman (1996) - Gerant visrestaurant
- Oesje! (1997) - John Karstens
- Gaston's War (1997) - Cohen
- Wij Alexander (televisieserie, 1998) - Makelaar
- Dit was het nieuws (2000) - Zichzelf
- De herbergier van Pidalgo (2002)
- Koning (korte film vertoond op De Parade van 2002)